# Leeuw-Saint-Pierre
Leeuw-Saint-Pierre (prononcé [lø sɛ̃ pjɛʁ] ; en néerlandais Sint-Pieters-Leeuw) est une commune néerlandophone de Belgique située en Région flamande dans la province du Brabant flamand.
Elle est née de la fusion des anciennes communes de Leeuw-Saint-Pierre, d'Oudenaken, de Berchem-Saint-Laurent, de Ruysbroeck et de Vlezenbeek.
C'est une commune de la périphérie bruxelloise.

## Sections de la commune
| # | Section               | Superf. (km²) | Habitants (2020) | Habitants par km² | Code INS |
| - | --------------------- | ------------- | ---------------- | ----------------- | -------- |
| 1 | Leeuw-Saint-Pierre    | 23,29         | 23.357           | 1.003             | 23077A   |
| 2 | Oudenaken             | 2,52          | 393              | 156               | 23077B   |
| 3 | Ruysbroeck            | 3,58          | 7.048            | 1.968             | 23077E   |
| 4 | Berchem-Saint-Laurent | 1,14          | 400              | 352               | 23077C   |
| 5 | Vlezenbeek            | 10,13         | 3.407            | 336               | 23077D   |

### Localités
Outre les sections communales, on trouve plusieurs localité à Leeuw-Saint-Pierre dont notamment Negenmanneke (nl), Petit-Bigard et Zuen.

## Langues
Bien qu'aucun recensement récent n'ait été fait, on peut estimer à la moitié le nombre de francophones dans la commune. En effet 44,3 % des enfants inscrits dans les écoles seraient francophones. En 2020, 59,1 % des enfants ont le français comme langue maternelle. Il s’agirait donc de la commune la plus francophone de la périphérie de Bruxelles sans statut de facilités linguistiques .

## Édifices remarquables
- Le château de Petit-Bigard ou château Wittouck, est acheté avec le domaine de 100 hectares[4] le 28 floréal de l'an VII (1800), moyennant 45 000 francs, par un haut magistrat Guillaume Wittouck, ancien conseiller à la Cour suprême de Brabant et alors, sous le Consulat, juge au tribunal d'appel de Bruxelles. Il transforme l'ancien prieuré en château familial, qui sera remanié ensuite par l'architecte Henri Beyaert. Petit-Bigard demeure la propriété durant tout le XIXe siècle de la famille Wittouck, grands industriels sucriers. Le château est actuellement une maison de retraite des missionnaires de Scheut
- Le château Coloma possède un beau parc dédié aux roses.
- Le château de Rattendael.
- Les bâtiments des moulins de Ruysbroeck.

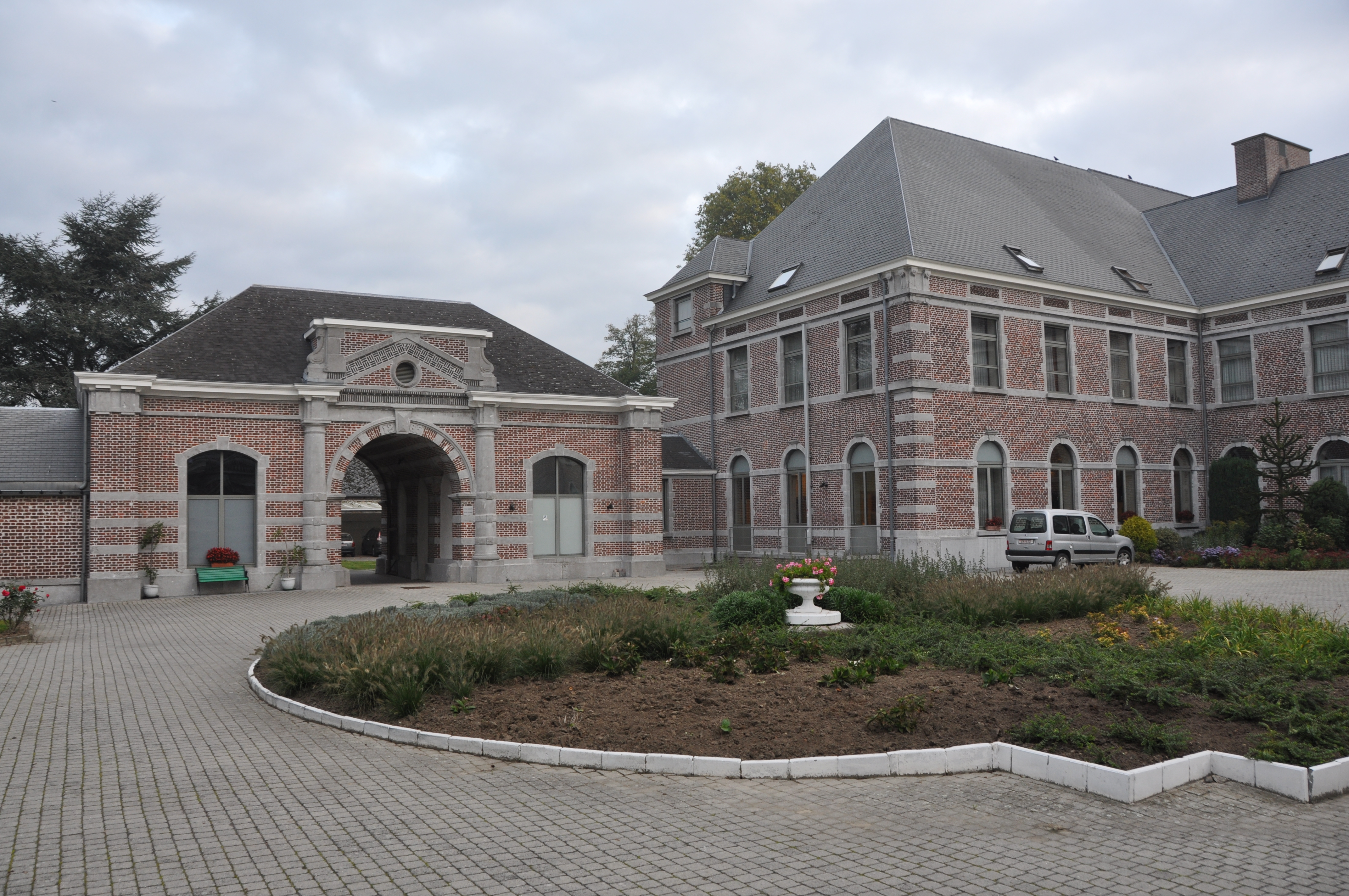
Château Wittouck ou de Petit-Bigard.
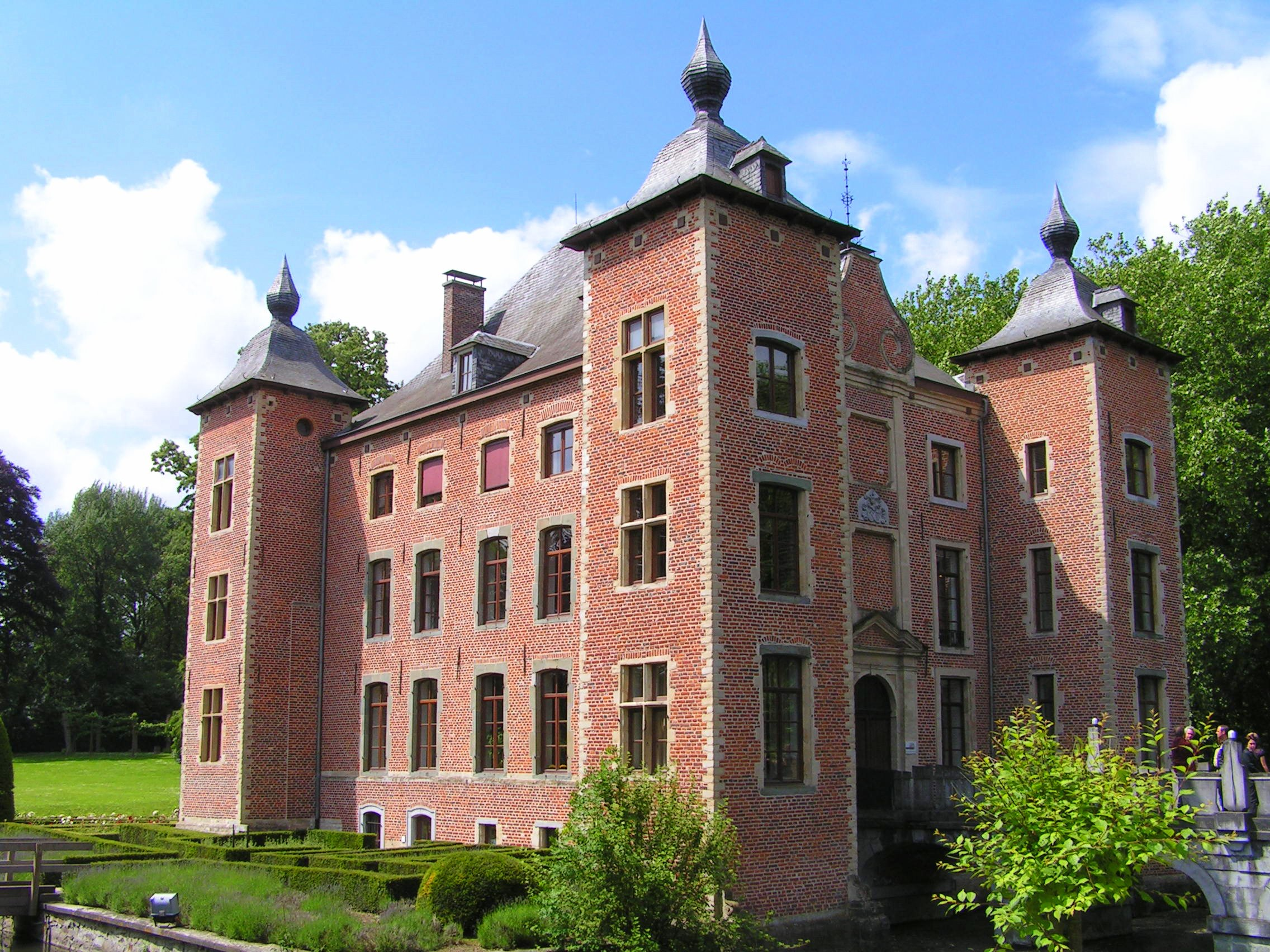
Château de Coloma.

## Héraldique
|  | La commune possède des armoiries qui lui ont été octroyées le 15 septembre 1819 et à nouveau le 23 mai 1978. Le lion dans ces armoiries est un élément meuble; le mot néerlandais Leeuw se traduisant par lion en français, car le domaine s'appelait à l'origine simplement Leeuw. Le saint patron de la ville est saint Pierre, d'où le nom ultérieur de Sint Pieters Leeuw, Leeuw-Saint-Pierre en français. Le sceau le plus ancien connu du conseil est connu depuis 1436, mais il est probablement beaucoup plus ancien et montre un lion tenant une clé, symbole de saint Pierre. Un sceau ultérieur, connu à partir de 1570, montre la même composition. En 1814, le conseil local demanda l'utilisation de ses armoiries historiques, mais pour une raison inconnue, la clé fut omise. On ignore également pourquoi les couleurs ont été choisies. Après les fusions de 1977, la commune demanda les armoiries anciennes, mais maintenant correctement avec la clé. Ces armoiries font partie des armes parlantes. Blasonnement : D'argent au lion de gueules adextré en chef d'une clef de sinople à cinq rouets. - Délibération communale : 8 septembre 1977 - Arrêté royal : 23 mai 1978 - Moniteur belge : 6 septembre 1978 Source du blasonnement : Heraldy of the World. |

## Démographie

### Démographie: Avant la fusion des communes
- Source: DGS recensements population

### Démographie: Commune fusionnée
En tenant compte des anciennes communes entraînées dans la fusion de communes de 1977, on peut dresser l'évolution suivante :
Les chiffres des années 1831 à 1970 tiennent compte des chiffres des anciennes communes fusionnées.
- Source: DGS , de 1831 à 1981=recensements population; à partir de 1990 = nombre d'habitants chaque 1 janvier[6]

## Administration

### Liste des bourgmestres
| Nom                                  | Début du mandat | Fin du mandat | Parti politique | Commentaires et événements clés |
| ------------------------------------ | --------------- | ------------- | --------------- | ------------------------------- |
| François Wittouck (1783-1814)        |                 |               |                 |                                 |
| Félix-Guillaume Wittouck (1812-1898) |                 |               |                 |                                 |
| Félix Wittouck (1849-1916)           |                 |               |                 |                                 |
| Maurice Vanwaeyenberg                | 1945            | 1955          |                 |                                 |
| Jean Dekempeneer (nl) (1920-2011)    | 1964            | 1995          | CVP             |                                 |
| Félicien Bosmans (nl) (1929-2008     | 1995            | 2000          | CVP             |                                 |
| Lieve Vanlinthout                    | 2001            | 2012          | CD&V            |                                 |
| Luc Deconinck (nl)                   | 2013            |               | N-VA            |                                 |

### Résultats des élections communales depuis 1976
| Partis                      | 10-10-1976 | 10-10-1976 | 10-10-1982 | 10-10-1982 | 9-10-1988 | 9-10-1988 | 9-10-1994 | 9-10-1994 | 8-10-2000 | 8-10-2000 | 8-10-2006 | 8-10-2006 | 14-10-2012 | 14-10-2012 | 14-10-2018 | 14-10-2018 |
| Votes / Sièges              | %          | 29         | %          | 29         | %         | 29        | %         | 29        | %         | 29        | %         | 31        | %          | 31         | %          | 31         |
| --------------------------- | ---------- | ---------- | ---------- | ---------- | --------- | --------- | --------- | --------- | --------- | --------- | --------- | --------- | ---------- | ---------- | ---------- | ---------- |
| SPS                         | 14,8       | 4          | -          |            | -         |           | -         |           | -         |           | -         |           | -          |            | -          |            |
| PS                          | -          |            | 9,57       | 2          | 6,78      | 1         | -         |           | -         |           | -         |           | -          |            | -          |            |
| SPSS                        | -          |            | -          |            | -         |           | 11,55     | 3         | -         |           | -         |           | -          |            | -          |            |
| CVP1/CD&V2                  | 58,821     | 19         | 52,461     | 18         | 46,51     | 16        | 44,621    | 16        | 40,341    | 14        | -         |           | 21,652     |            | 20,702     | 7          |
| CD&V+N-VA                   | -          |            | -          |            | -         |           | -         |           | -         |           | 35,69     | 13        | -          |            | -          |            |
| VU1/VU&ID2                  | -          |            | 13,721     | 4          | 13,081    | 4         | -         |           | 6,32      | 1         | -         |           | -          |            | -          |            |
| N-VA                        | -          |            | -          |            | -         |           | -         |           | -         |           | -         |           | 26,4       | 9          | 29,2       | 11         |
| PVV1/VLD2/Open Vld3         | -          |            | 8,361      | 2          | 8,321     | 2         | 12,082    | 3         | 18,862    | 6         | 14,512    | 4         | 11,573     | 3          | 6,5        | 1          |
| SP1/sp.a2                   | -          |            | 11,151     | 3          | 11,461    | 3         | -         |           | 10,021    | 2         | 6,12      | 1         | 5,562      | 1          | 4,8        | 1          |
| AGALEV1/Groen2              | -          |            | -          |            | -         |           | 5,21      | 1         | 7,211     | 1         | 5,09      | 1         | 6,232      | 1          | 8,3        | 2          |
| PVDA                        | -          |            | 0,85       | 0          | -         |           | -         |           | -         |           | -         |           | -          |            | -          |            |
| Vlaams Blok1/Vlaams Belang2 | -          |            | -          |            | 2,221     | 0         | 6,691     | 1         | -         |           | 17,42     | 5         | 6,452      | 1          | 6,6        | 1          |
| GRB                         | 10,63      | 2          | 3,88       | 0          | -         |           | -         |           | -         |           | -         |           | -          |            | -          |            |
| Gemeente Belangen           | 15,76      | 4          | -          |            | -         |           | -         |           | -         |           | -         |           | -          |            | 5,3        | 1          |
| P.F./UF                     | -          |            | -          |            | 11,64     | 3         | 15,49     | 5         | 17,27     | 5         | 21,21     | 7         | 22,14      | 8          | 18,8       | 7          |
| NF                          | -          |            | -          |            | -         |           | 2,15      | 0         | -         |           | -         |           | -          |            | -          |            |
| NIVO                        | -          |            | -          |            | -         |           | 2,21      | 0         | -         |           | -         |           | -          |            | -          |            |
| Total des votes             | 18760      | 18760      | 19831      | 19831      | 20247     | 20247     | 20342     | 20342     | 20034     | 20034     | 20667     | 20667     | 20096      | 20096      | 19224      | 19224      |
| Participation %             |            |            |            |            | 93,89     | 93,89     | 92,7      | 92,7      | 91,11     | 91,11     | 92,98     | 92,98     | 88,78      | 88,78      | 90,1       | 90,1       |
| Votes blancs ou nuls %      | 4,37       | 4,37       | 5,48       | 5,48       | 4,98      | 4,98      | 5,26      | 5,26      | 5,65      | 5,65      | 4,50      | 4,50      | 5,27       | 5,27       | 5,8        | 5,8        |

## Personnalités liées à la commune
- Thomas de Cantimpré (1201-1272), théologien et hagiographe
- Jean de Ruisbroek
- Johannes Malderus, évêque d'Anvers 1611-1633
- Hendrik Sermon (1833-1904), écrivain flamand
- Raymond Mertens (1933-2023), joueur de football belge
- Paul van Himst
- Jef Jurion
- Youri Tielemans, joueur de football international belge évoluant à Aston Villa.
- TiiwTiiw
- Royer (1933-2023), dessinateur de presse belge.